# Saint-Paul (Alti Pirenei)
Saint-Paul è un comune francese di 280 abitanti situato nel dipartimento degli Alti Pirenei, nella regione dell'Occitania.

## Società

### Evoluzione demografica
Abitanti censiti